# Masters de Canadá 2008

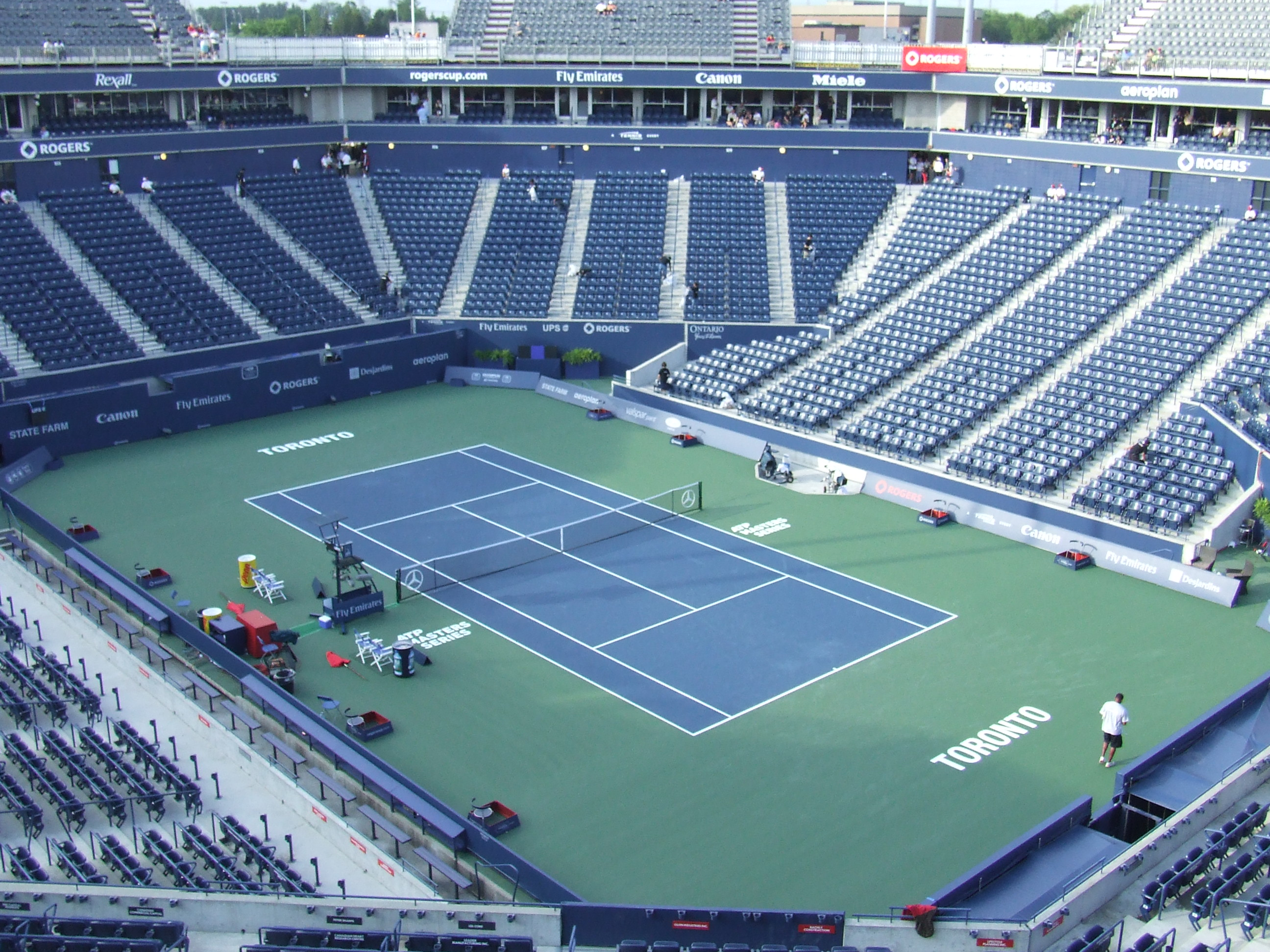
Rexall Centre, Toronto.

El Masters de Canadá 2008 (también conocido como Rogers Cup por razones de patrocinio) es un torneo de tenis jugado sobre pista dura. Fue la edición número 119 del Masters de Canadá, y formó parte de los ATP Masters Series en el ATP Tour 2008, y de los Tier I Series en el WTA Tour 2008. El torneo masculino se celebró en el Rexall Centre en Toronto, Canadá, desde el 19 de julio hasta el 27 de julio de 2008, y el torneo femenino en el Uniprix Stadium en Montreal, Canadá, desde el 26 de julio hasta el 3 de agosto de 2008.
En el cuadro masculino estaban el Número 1 mundial, finalista en Roland Garros 2008 y Wimbledon 2008 Roger Federer, el número 2 ATP, y campeón de Roland Garros 2008 y Wimbledon 2008 Rafael Nadal, y el vencedor del Abierto de Australia 2008 y anterior campeón Novak Djokovic. También compitieron el campeón del Masters de Miami 2008, Torneo de Pörtschach 2008 y Torneo de Varsovia 2008 Nikolay Davydenko, el campeón del Torneo de Valencia 2008 y Torneo de s'Hertogenbosch 2008 David Ferrer, Andy Roddick, James Blake y Andy Murray.

## Campeones

### Individuales Masculino
Rafael Nadal vence a  Nicolas Kiefer, 6-3, 6-2
- Para Nadal fue el 7º título de la temporada y el 30.º de su carrera. Fue su 2º título en Canadá, ganándolo también en 2005 (disputado en Montreal). Fue su 12º título de Masters Series.

### Individuales Femenino
Dinara Sáfina vence a  Dominika Cibulková, 6-2, 6-1

### Dobles Masculino
Daniel Nestor /  Nenad Zimonjić vencen a  Bob Bryan /  Mike Bryan, 6–2, 4–6, 10–6

### Dobles Femenino
Cara Black /  Liezel Huber vencen a  Maria Kirilenko /  Flavia Pennetta 6–1, 6–1